# Апостолов Леонід Якович
Леонід Апостолов (17 (5) квітня 1865, станиця Ладизька Кубанської області (нині — станиця в Усть-Лабінському районі Краснодарського краю, РФ) — 23 липня 1932) — український освітянин, директор Глухівського учительського інституту (нині — Глухівський національний педагогічний університет імені Олександра Довженка) (1913—1916).

## Життєпис
Народився 5 квітня 1865 р. у станиці Ладизька Кубанської області (нині — станиця в Усть-Лабінському районі Краснодарського краю, РФ).
Син священника.
1918 прийнятий у громадянство Української Держави, з 1921 — у постійній зоні окупації большевицької Московії.
Випускник Кубанської військової гімназії.
1889 — закінчив курс фізико-математичного факультету Київського університету св. Володимира.
На державній службі з 1 лютого 1890.
Спочатку працював у м. Гольдінген Курляндської губернії (нині — м. Кулдига, Латвійська Республіка).
У грудні 1893 переїхав у Тифліс (нині — Тбілісі, Грузія).
Із 1899 — інспектор народних училищ у Катеринодарі (нині — м. Краснодар, РФ).
Із 1903 по березень 1913 перебував на педагогічній службі в Ставрополі; обіймав посаду директора Ставропільського інституту.
Із березня 1913 по 22 серпня 1916 — директор, викладач педагогіки в Глухівському учительському інституті та очільник педагогічної ради в Глухівській жіночій гімназії.
Саме за його ініціативи 18 жовтня 1914 в інституті було відкрито метеорологічну станцію.
Із 22 серпня 1916 по вересень 1917 — директор Глухівської чоловічої гімназії.
Досвідчений викладач Глухівської чоловічої гімназії В. А. Мальченко досить критично оцінював менеджерські здібності Леоніда Апостолова в революційну добу.
Він, зокрема, писав:
«При Каужене дисциплина была хоть и плохая, но ученики работали и кое-что знали; при Апостолове же все заниматься бросили, так как и сам Апостолов, кажется, серьезно заниматься был не способен. О воспитании и говорить нечего. Через год он ушел, и у нас настали другие порядки».

У вересні 1917 повернувся на Кубань і став директором Пашківської гімназії.
У березні 1918 призначений головою географічної та метеорологічної секції Ради обстеження та вивчення Кубанського краю. 1923 — очолив відділ у Кубансько-Чорноморському науково-дослідному інституті.
Помер 23 липня 1932 р.

## Нагороди
Нагороджений орденом св. рівноапостольного Володимира IV ст.